# Eurytemora gracilis
Eurytemora gracilis is een eenoogkreeftjessoort uit de familie van de Temoridae. De wetenschappelijke naam van de soort werd in 1898 voor het eerst geldig gepubliceerd door Georg Ossian Sars.